# Municipio de Denmark (condado de Emmet)
El municipio de Denmark (en inglés: Denmark Township) es un municipio ubicado en el condado de Emmet en el estado estadounidense de Iowa. En el año 2010 tenía una población de 560 habitantes y una densidad poblacional de 6,09 personas por km².

## Historia
El municipio de Denmark fue creado en 1883. Se nombró en honor a un grupo de familias danesas que habían llegado poco antes de la creación del municipio.

## Geografía
El municipio de Denmark se encuentra ubicado en las coordenadas 43°17′54″N 94°30′6″O / 43.29833, -94.50167. Según la Oficina del Censo de los Estados Unidos, el municipio tiene una superficie total de 91.91 km², de la cual 91,91 km² corresponden a tierra firme y (0 %) 0 km² es agua.

## Demografía
Según el censo de 2010, había 560 personas residiendo en el municipio de Denmark. La densidad de población era de 6,09 hab./km². De los 560 habitantes, el municipio de Denmark estaba compuesto por el 98,21 % blancos, el 0,54 % eran amerindios, el 0,71 % eran de otras razas y el 0,54 % eran de una mezcla de razas. Del total de la población el 1,07 % eran hispanos o latinos de cualquier raza.